# (34717) Mirkovilli
(34717) Mirkovilli – planetoida z pasa głównego asteroid okrążająca Słońce w ciągu 3 lat i 91 dni w średniej odległości 2,19 j.a. Została odkryta 14 sierpnia 2001 roku w Pistoia Mountains Astronomical Observatory w San Marcello Pistoiese przez Andrea Boattiniego i Luciano Tesiego. Nazwa planetoidy pochodzi od Mirko Villi (ur. 1961), astronoma w obserwatorium w Cortinie d’Ampezzo we Włoszech, gdzie rozpoczął program wyszukiwania supernowych w 1990 roku i odkrył 1991T, 1994W, 1998bu, 2006f, 2007kc i 2007kd. Przed nadaniem nazwy planetoida nosiła oznaczenie tymczasowe (34717) 2001 PD14.